# Hymenophyllum odontophyllum
Hymenophyllum odontophyllum är en hinnbräkenväxtart som beskrevs av Edwin Bingham Copeland. Hymenophyllum odontophyllum ingår i släktet Hymenophyllum och familjen Hymenophyllaceae. Inga underarter finns listade.